# Сообщество бахаи Узбекистана
Первые бахаи появились на территории Узбекистана в конце 19 века, когда последователи Бахауллы подвергались репрессиям и были вынуждены переселиться из Персии на территорию Туркестана.
Вскоре небольшая община, поселившаяся в Ашхабаде, стала расширяться и построила самый первый Храм бахаи — Дом поклонения, возле которого расположились другие институциональные сооружения: школы, больницы, печатные издания и школу для женщин.
Постепенно начались зарождаться общины бахаи в других городах Туркистана, сперва в Самарканде, затем в Ташкенте и Бухаре. Здесь они пользовались гораздо большей свободой, нежели в Персии, и могли осуществлять свою гуманитарную и просветительскую миссию. Члены общин, открыто исповедовавшие и применявшие на практике духовные, и социальные принципы Учения, пользовались уважением окружающих, имели репутацию людей исключительно честных и надежных.
Примерно в 1918 году в Ташкенте проживало около 1900 бахаи. В период религиозного притеснения в бывшем Советском Союзе общины сократились. К 1963 году во всем СССР насчитывалось около 200 бахаи. Мало что известно до 1980-х годов, когда Вера Бахаи снова начала расти по всему Советскому Союзу. В 1991 году было избрано Национальное Духовное Собрание Бахаи Советского Союза, но оно быстро разделилось среди своих бывших членов Союза. В 1992 году в Ашхабаде было создано Среднеазиатское региональное национальное духовное собрание. В 1994 году было избрано первое Национальное Духовное Собрание Узбекистана. В 2008 году восемь Местных Духовных Собраний бахаи или более мелких групп были зарегистрированы официально.

## История веры Бахаи в регионе

### Общины бахаи в советский период

Ташкентская община бахаи, 1932 год.

При жизни Бахауллы, когда Мирза Абул-Фадл посетил Самарканд, Вера Бахаи существовала. В 1892 году, находясь в Самарканде, Мирза Абул-Фазл написал книгу «Фасл-уль-Хитаб» («Достоверные доказательства») в ответ на вопросы Мирзы Хайдара Али из Тебриза. Он также раскрыл доказательства некоторым протестантским пропагандистам в Самарканде. В 1910 году Самаркандская община бахаи избрала свое первое Местное Духовное Собрание, основала школу и построила центр.

В одной Скрижали Абдул-Баха пишет самаркандской общине:
«Знаете ли вы, в коем цикле вы созданы и в коем веке вы живёте? Сей век Благословенного Совершенства и сие время Величайшего Имени! … Если мы не будем счастливы и радостны в сие время, то какое другое время нам ждать и какое другое время искать? Сие время для роста; время для радостных собраний! …
В Ташкенте община бахаи расширилась примерно до 1900 членов, поддерживая библиотеку, школы персидского и русского языков, и с разрешением государственных органов проводились большие собрания. В Ташкенте, открылась библиотека — читальня и издательство бахаи под названием „Вахдат“ („Единство“). Изданные в 1916 году молитвы и писания Бахауллы на персидском и арабском языках, сохранились до наших дней. К 1938 году, после многочисленных арестов и политики притеснения против религии, бахаи по всему советскому союзу ссылались в тюрьмы и лагеря. Общины бахаи в 38 городах СССР прекратили свое существование. В Ташкенте бахаи были допрошены и заключены в тюрьму. Ага Хабибулла Бакиров из Ташкента был приговорен к десяти годам лишения свободы „вблизи Северного моря и полярных лесов“.
После запрета на религию, Община Бахаи строго придерживалась своего принципа подчинения законам правительства, отказалась от административного управления, а её имущество было национализировано. К 1946 г. во всем Туркестане сохранились только общины в Ашхабаде, Самарканде и Ташкенте. Лишь в 1963 году, когда в СССР начался так называемый теплый период, верующие смогли собираться для празднования праздников и святых дней. Разорванные связи с общинами в других странах начинают восстанавливаться.

## Первые верующие бахаи

### Доктор Атауллахан

Доктор Атауллахан, 19 век.

Первым бахаи, принявшим Послание Бахауллы на территории Узбекистана, в Самарканде, и оставшимся стойким в ней до конца своих дней, был военный врач Атоуллохон.
Доктор Атауллахан был известен как искусный врачеватель, не раз оперировал больных, и в 1902 году женился на Ходжаевой Софие. Доктор Атауллахан был близким другом Садриддина Айни и его пациентами были известные люди того времени, например Халима Насырова и Карим Закиров (народные артисты).
Доктор Атауллахан стоял у истоков зарождения Веры бахаи в Узбекистане, был неизменным членом общины и Духовного Собрания бахаи Самарканда, за свое человеколюбие и преданность делу он был уважаем не только в кругу своей общины и но и среди мусульман, иудеев и христиан и получил прозвище „Табиб“.
В 1938 году, по навету злопыхателей, доктор Атауллахан был арестован и помещен в тюрьму.
Его старший сын Хабибулло, также последователь Учения Бахаи не хотел оставлять отца, которому в то время было уже 87 лет и был заключен под стражу вместе с ним. Они оба были расстреляны в том же году и полностью реабилитированы в 1953 году.
Профессию врача продолжили потомки доктора Атауллахана, и таким образом он стал основателем династии узбекских врачей, которые в свою очередь успешно лечили своих сограждан и добились огромных успехов на этом поприще. Среди потомков династии Атауллахана, семьи Атауллаханов было 2 члена — корреспондента Академии Наук, 2 доктора наук, 2 заслуженных деятеля науки, 7 заслуженных врачей и 14 кандидатов медицинских наук.

### Вадуд Махмуди (1898—1976)

Вадуд Махмуди, 1960 год.

Другим ранним верующим, выдающимся бахаи и сподвижником доктора Атауллахана был Вадуд Махмуди, литературный критик и переводчик, а также ассоциировал себя джадидом, который провел почти 30 лет своей жизни (1930—1959) в изгнании и тюрьме из-за своего мировоззрения. В 1944 году его обвинили среди заключенных в принадлежности к религии бахаи, приговорили к 10 годам заключения в этой тюрьме и в 1959 году он вернулся в Самарканд после отбытия срока.
Вадуд Махмуди, таджикский и узбекский учёный, философ, критик, переводчик, поэт, писатель, родился 8 октября 1897 году в г. Самарканде в семье учителя (мударрис). Закончил школу джадидов в Самарканде. Затем поступил в Высшее Духовное Учебное Заведение „Алия“ в Уфе и после окончания поступил в Литературно-Художественный Институт им. Бирюсова в г. Москве. По возвращении в Самарканд в 1919 году был преподавателем в школе, заведующим Отдела Народного Образования и в дальнейшем занимал разные посты в системе народного образования Самарканда. В 1927 году был исключен из партии из-за своих религиозных взглядов, а в 1930 арестован НКВД и приговорен к 3 годам лагерей и 3 годам ссылки в г. Алматы».
В 1936 году вернулся в Самарканд и в 1937 году был вновь арестован НКВД г. Самарканда и приговорен к 16 годам лишения свободы. 1959- освободился, в 1964 году полностью реабилитирован".

## Община бахаи в период независимости Республики Узбекистан

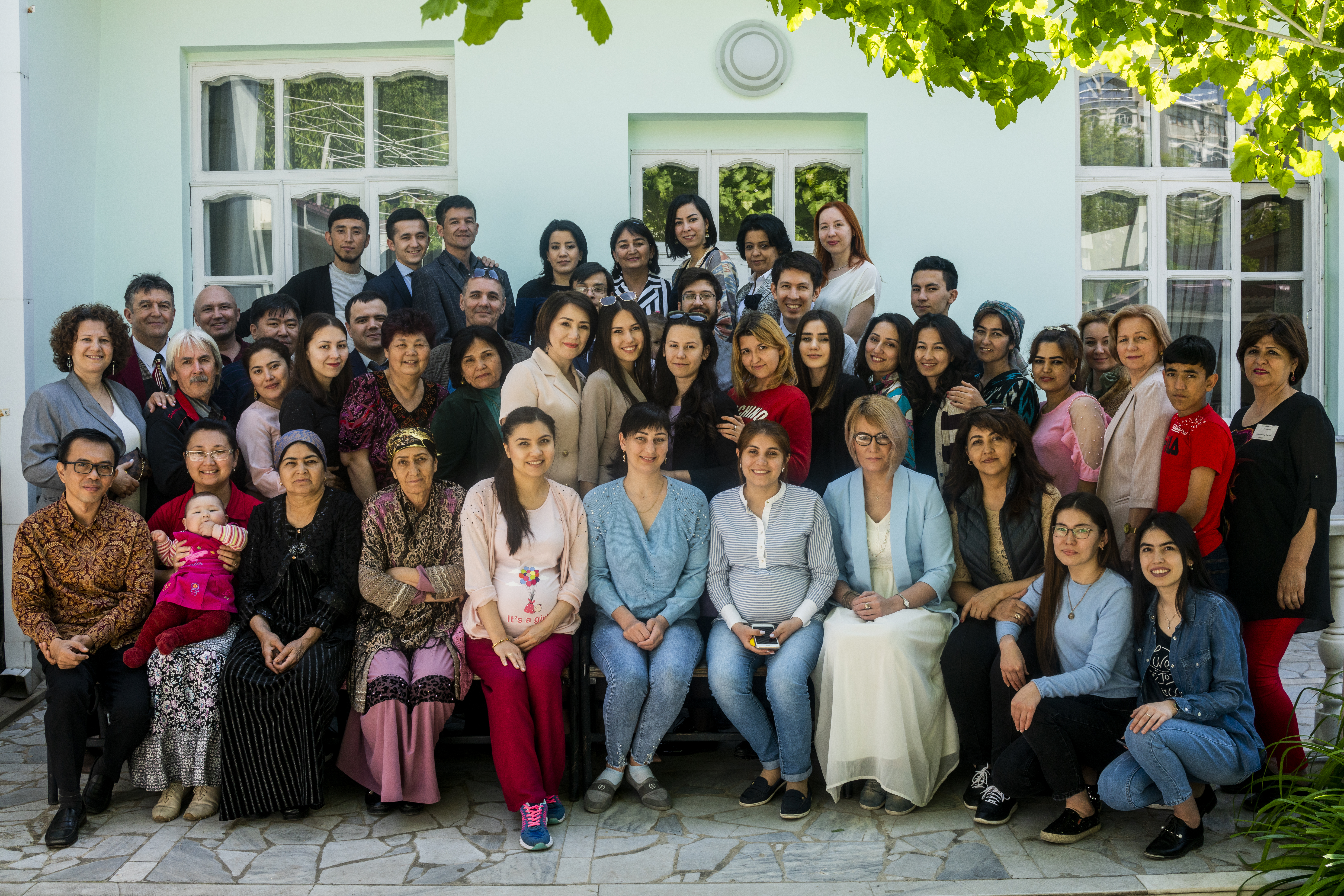
Община бахаи, 2019 г.

В 1990 году Местные Духовные Собрания были зарегистрированы в Самарканде и Ташкенте. В 1991 году было избрано Национальное Духовное Собрание бахаи Советского Союза, но оно быстро разделилось между бывшими членами союза. В 1992 году было сформировано региональное Национальное Духовное Собрание для всей Центральной Азии (Туркменистан, Казахстан, Кыргызстан, Таджикистан и Узбекистан) со штаб-квартирой в Ашхабаде. В 1994 году было избрано Национальное Духовное Собрание Узбекистана.
С обретением Узбекистаном независимости и на основе закона «О свободе совести и религиозных организациях» 1991 г., усилиями верующих были воссозданы общины и официально зарегистрированы в Самарканде, Ташкенте, Бухаре, позже Навои, Карши, Джизаке и Ахангаране, и были избраны местные коллегиальные органы, семь Местных Духовных Собраний.
Община бахаи Карши потеряла регистрацию в 2004—2005 г. В 2022г была зарегистрирована седьмая община бахаи Намангана. В семи областях и городах функционируют Общины Бахаи, члены которых отражают культурное, этническое и языковое разнообразие Узбекистана. Община Бахаи открыта к сотрудничеству со всеми кто разделяет общую цель — служить народу во благо его процветания.
Деятельность религиозных объединений стала развиваться с приходом к власти нового президента, Мирзиёева Ш.М. и принятием нового закона «О свободе совести и религиозных организаций». В 2017 году община бахаи Узбекистана наряду с другими зарегистрированными конфессиями вошла в состав Межрелигиозного совета при Кабинете Министров Республики Узбекистан.

## Бахаи Узбекистана — кто они и чем занимаются?

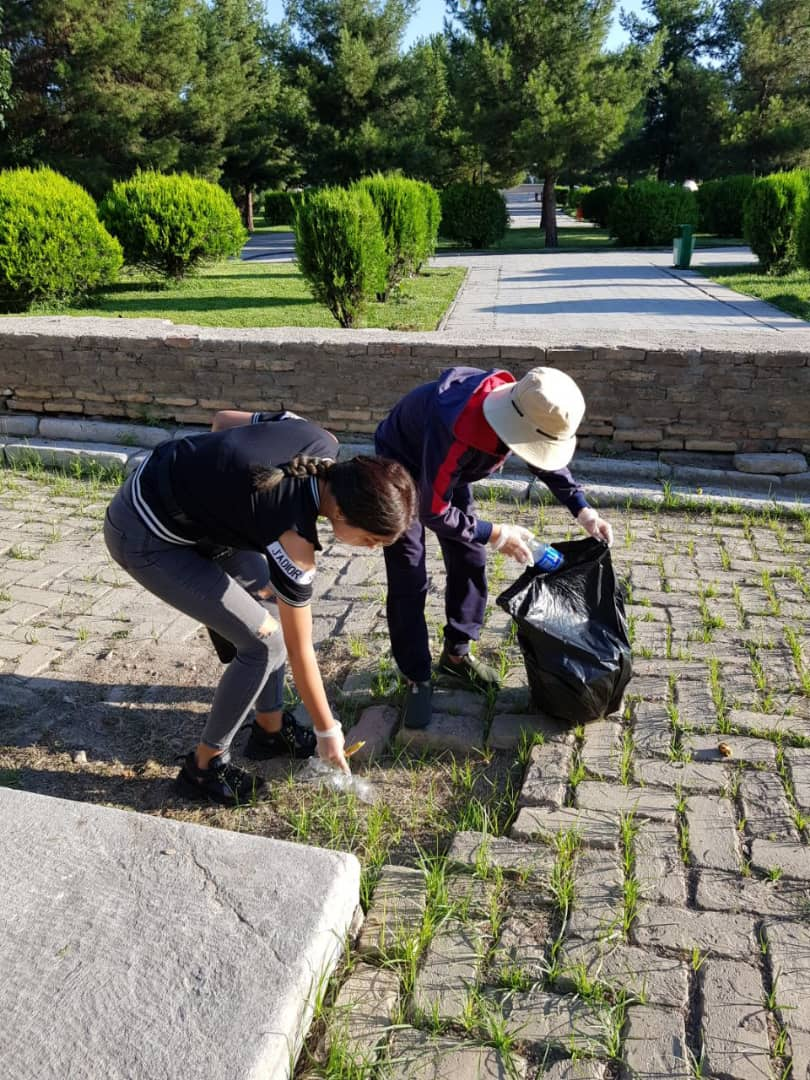
Проект «Добрых дел» для подростков и молодежи, Самарканд 2021

Бахаи Узбекистана являются частью сообщества граждан Узбекистана, которые посвятили свои силы процветанию своей страны и стремятся улучшить её духовные, социальные и материальные условия.
Община Бахаи Узбекистана формируется членами из разнообразных слоев общества и отражает многонациональность. Бахаулла учит, что все люди были созданы Богом, чтобы жить вместе в «гармонии и союзе» и «работать на благо мира». Бахаи верят, что взаимодействие между широким кругом людей способствует воплощению видения Бахауллы о единстве человечества. Бахаи учатся работать вместе с окружающими их людьми, чтобы реализовать видение Бахауллы для общества, где поддерживается достоинство и благородство личности, ценится и прославляется культурное разнообразие, а также сознательно поощряется единство и братство между всеми его членами. Последователи Бахауллы любого расового, религиозного, национального и социального происхождения исчисляются миллионами, и где бы они ни проживали, бахаи демонстрируют желание сотрудничать с единомышленниками и группами, чтобы развивать инклюзивность и даже жертвовать ради высшего благо и единство мира.

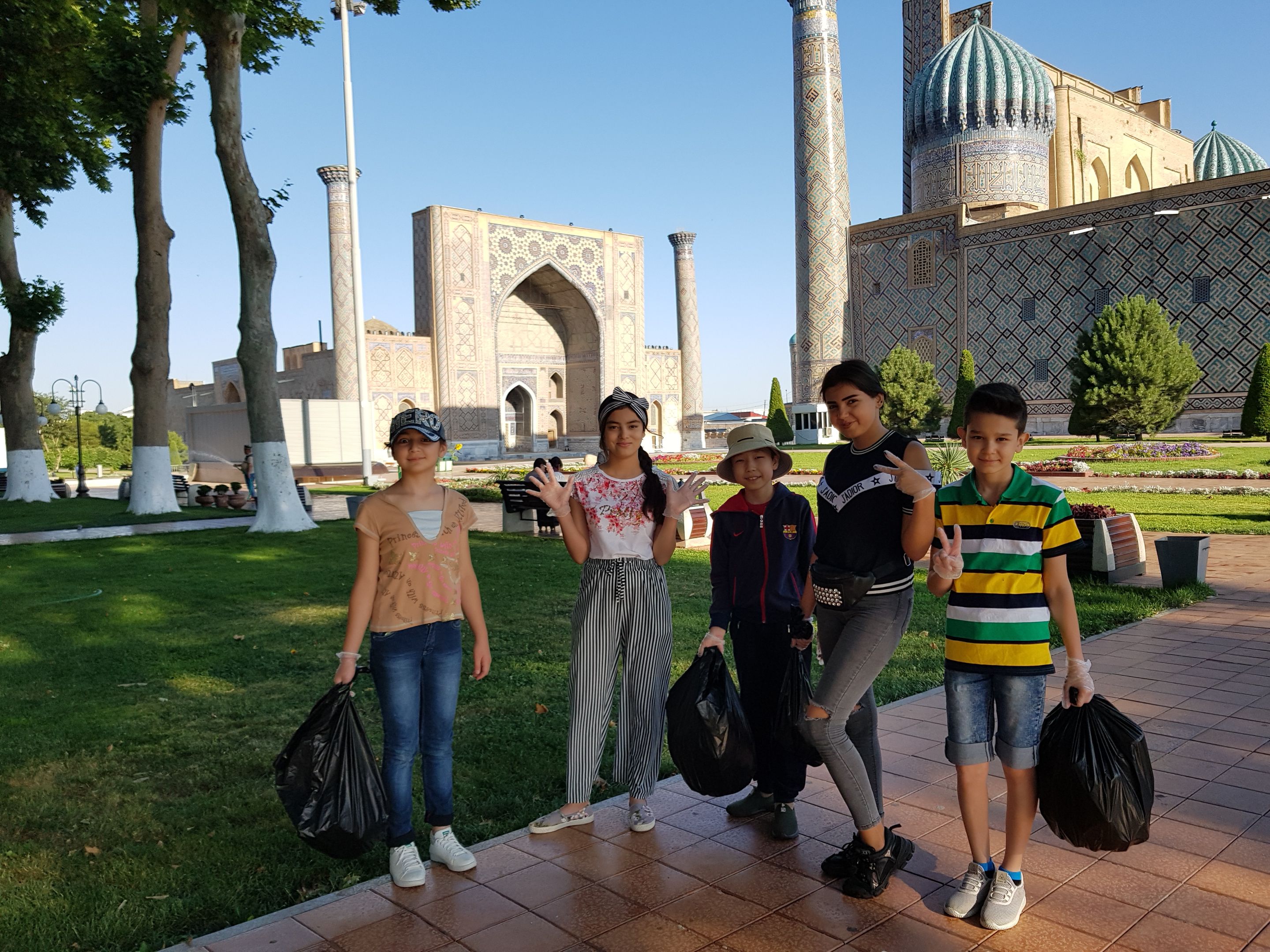
Проект «Добрых дел» для подростков и молодежи, Самарканд 2021.

Бахаи придерживаются такого видения общества, где каждый человек ответственен за построение и поддержания единства в обществе и за внесение вклада в материальный и духовный прогресс.
Бахаи верят, что процесс объединения общества и, впоследствии, всего человечества может быть достигнут начиная с уровня семьи и махалли, где каждый житель будучи исполненным чувством предназначения учится строить общинную жизнь и способствует духовному и материальному прогрессу; где старшие несут ответственность за подрастающие поколения; где молодежь показывает нравственное лидерство своим младшим братьям и сестрам; где воссоздаются вечные культурно-нравственные ценности многонационального общества, которые проявляли мудрость, чтобы сохранять счастья и покой ближних, при этом поддерживая свободу выбора и действия.

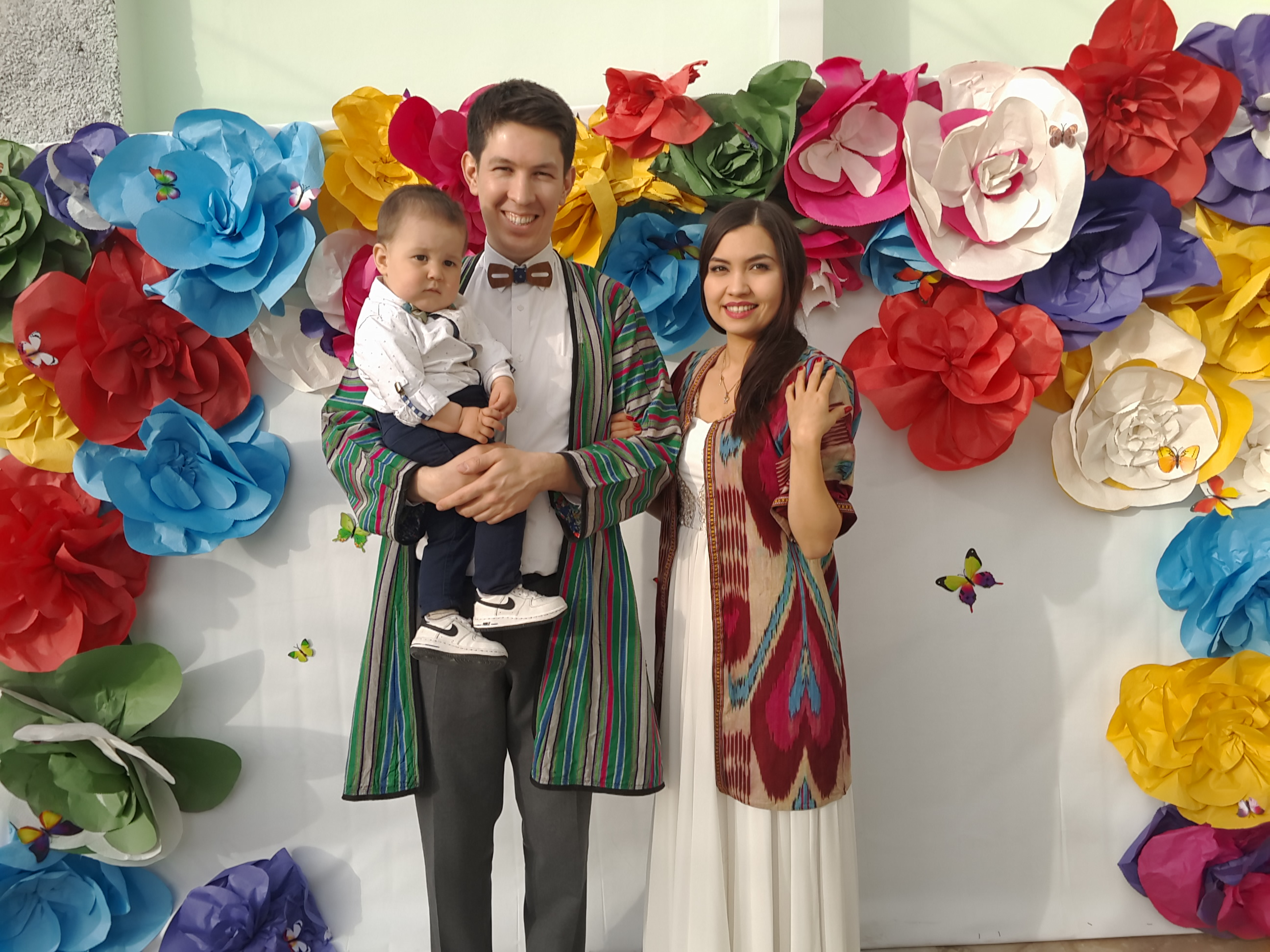
Праздник Навруз, Ташкент 2019

Они убеждены в том, что истинная гармония в семье достигается тогда, когда каждый член семьи и семья в целом считает, что её счастье зависит от благополучия махалли, когда каждый житель этой местности вовлечен в разговоры о духовном, интеллектуальном и физическом образовании всех детей и подростков, а также о его практическом воплощении в жизни. Когда мужчины и женщины, дети и взрослые активно участвуют в общинной жизни, сотрудничая рука об руку, и служат своему окружению.
Свободные от желания предоставлять готовые решения на разные социальные проблемы, община бахаи, с одной стороны, учится взаимодействовать с теми, кто содействует процветанию общества, и с другой стороны, делится озарениями, полученными из Учения Бахауллы, а также из опыта всемирной общины бахаи, практическое применение Его Учения для улучшения общества. «Озаботьтесь нуждами века, в который живете — говорит Бахаулла, — и сосредоточьте размышления свои на его потребностях и надобностях».

### Двуединое нравственное предназначение
Согласно Учению Бахаи, человек — внутренне благородное создание, обладающей душой, способной искать знания, понимание и мистическую связь со своим Создателем. Цель человека двуедина — духовно-интеллектуально развиваться и прожить свою жизнь в служении другим. Каждый человек обязан самостоятельно исследовать реальность. Бахаи верят, что человек должен приобретать знания и познавать истину «собственным умом, а не умом других, видеть своими глазами, а не чужими». У всех нас есть способность отличать правду от лжи. Однако, в процессе исследования истины люди также зависимы от помощи других. Учение Бахауллы учит, что образование должно быть доступным для всех, независимо от социального статуса или происхождения. Знание играет центральную роль в жизни человека, посредством которого люди улучшают условия своей жизни и содействуют прогрессу общества. Человечество может получать образование на основе двух систем знаний — науки и религии, — которые вместе описывают различные аспекты единой реальности.

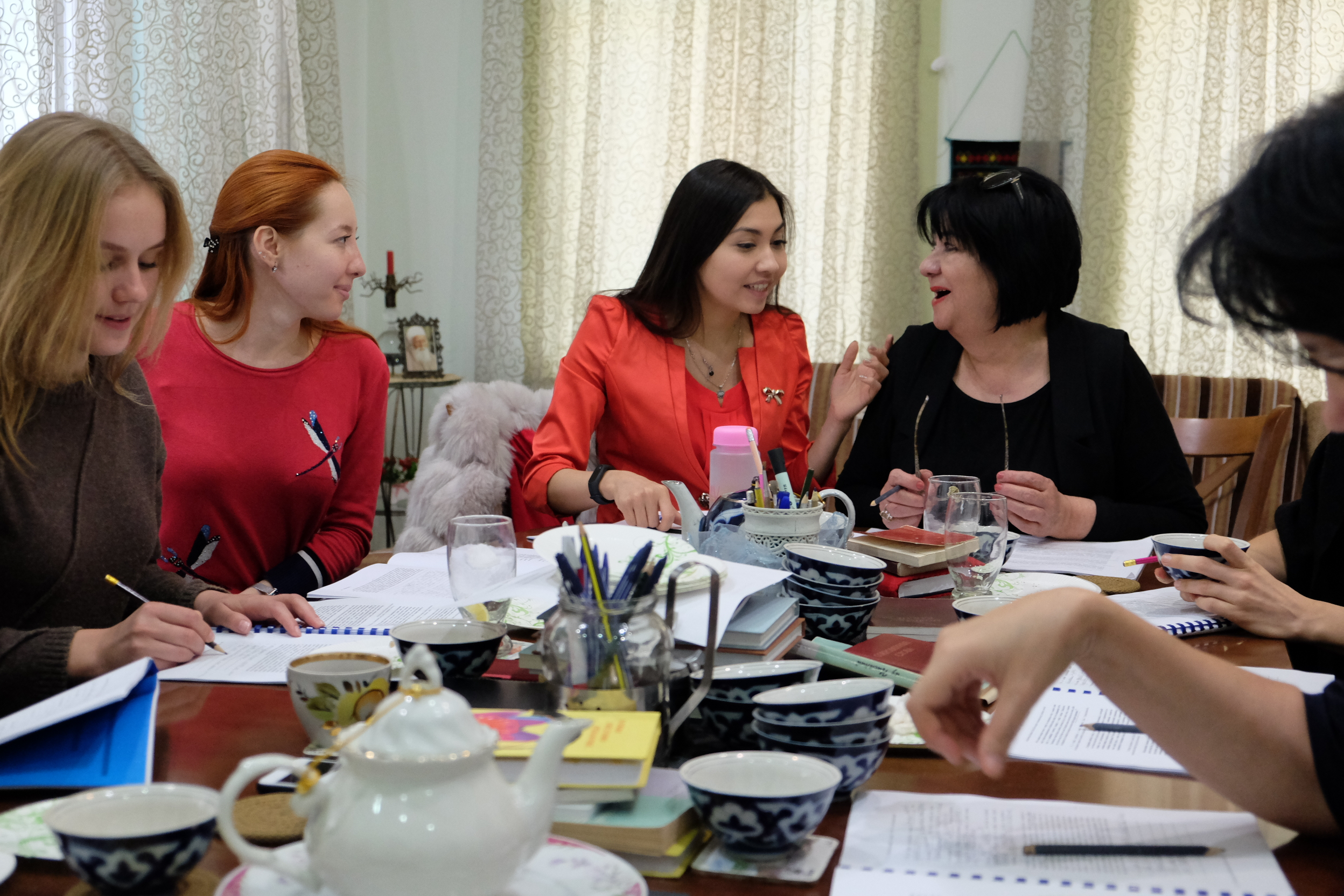
Кружки по нравственному и духовному воспитанию

Бахаи верят, что наделенная разумом душа «способна проникать в истинную сущность вещей, постигать особенности всех существ и открывать тайны бытия. Все науки, знания, искусства, дивные достижения, учреждения, открытия и предприятия есть результат использования интеллектуальной способности наделенной разумом души». Силы души укрепляются через молитву, медитацию и самоотверженное служение окружающим.
Бахаи убеждены, что молитва и медитация питают души — помогают людям более осознанно относиться к существованию Создателя в своей жизни. В Писаниях Бахаи существуют множество молитв, которые призывают к размышлению над фундаментальными истинами и приближают их к более тесным взаимоотношениям с Творцом.

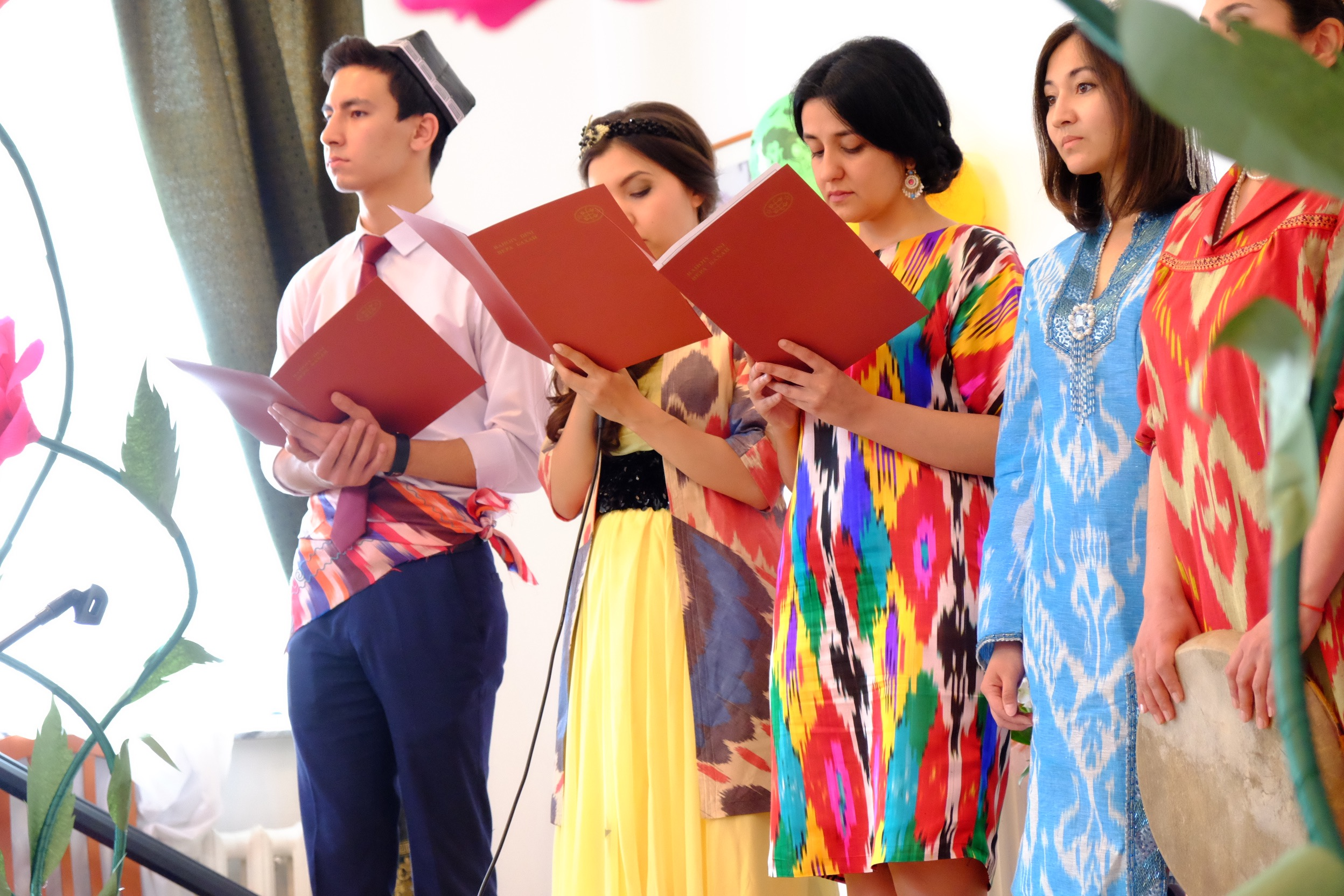
Молитвенная часть праздника Навруз, Ташкент 2019.

Бахаи верят, что молитвы также приглашают людей к самостоятельному погружению и размышлению, когда они обращают свои сердца к своему Творцу. Молитвы также читаются совместно с другими, они укрепляют узы единства среди людей и помогают человеку увидеть взаимосвязь своей жизни с жизнью общества, как часть одного целого. Однако, чтобы жить духовной жизнью, нужно делать больше, чем просто молиться. Абдул-Баха описывает таким образом:
«Под верой подразумевается, во-первых, осознанное знание, а во-вторых, проявление добрых дел».
Бахаи верят, что цель человеческой жизни достигается только тогда, когда люди действуют согласно своим убеждениям и активно участвуют в жизни окружающих их людей. Например, щедрость требует от людей отдавать свое время и материальные ресурсы. Если человек верит в справедливость, ему недостаточно выразить стремление к большей справедливости — он должен действительно терпеливо служить справедливости и быть её воплощением. Таким образом, процесс достижения личностного совершенства тесно связан со стремлением человека внести свой вклад в создание лучшего мира в своей семье, обществе и профессии.

### Вклад в построение динамичных и процветающих общин
Во многих городах Узбекистана бахаи совместно с их окружением учатся строить модель общинной жизни, которая соответствует видению Бахауллы о более инклюзивном обществе. Это видение предполагает, что каждый член общества должен вносить свой вклад и сыграть свою роль. Люди всех возрастов и происхождений объединены общей целью — содействовать благополучию и процветанию своих общин. Бахаи привержены тому, чтобы учиться в действии, в своем стремлении связать поклонение Богу и служение людям в единый процесс, отвечая на духовные и материальные нужды жителей, при этом учитывая местные условия и культуру. Бахаи признают, что работа на местном уровне по продвижению и, в конечном счете, содействию инклюзивному, прочному единству между всеми разнообразными народами земли является колоссальной, почти невообразимой задачей. Несомненно, любые усилия, направленные на то, чтобы продвинуться хотя бы на малый шаг к его реализации должно обязательно — на протяжении многих поколений — вовлекать все большее число людей и организаций доброй воли, где бы они ни находились.

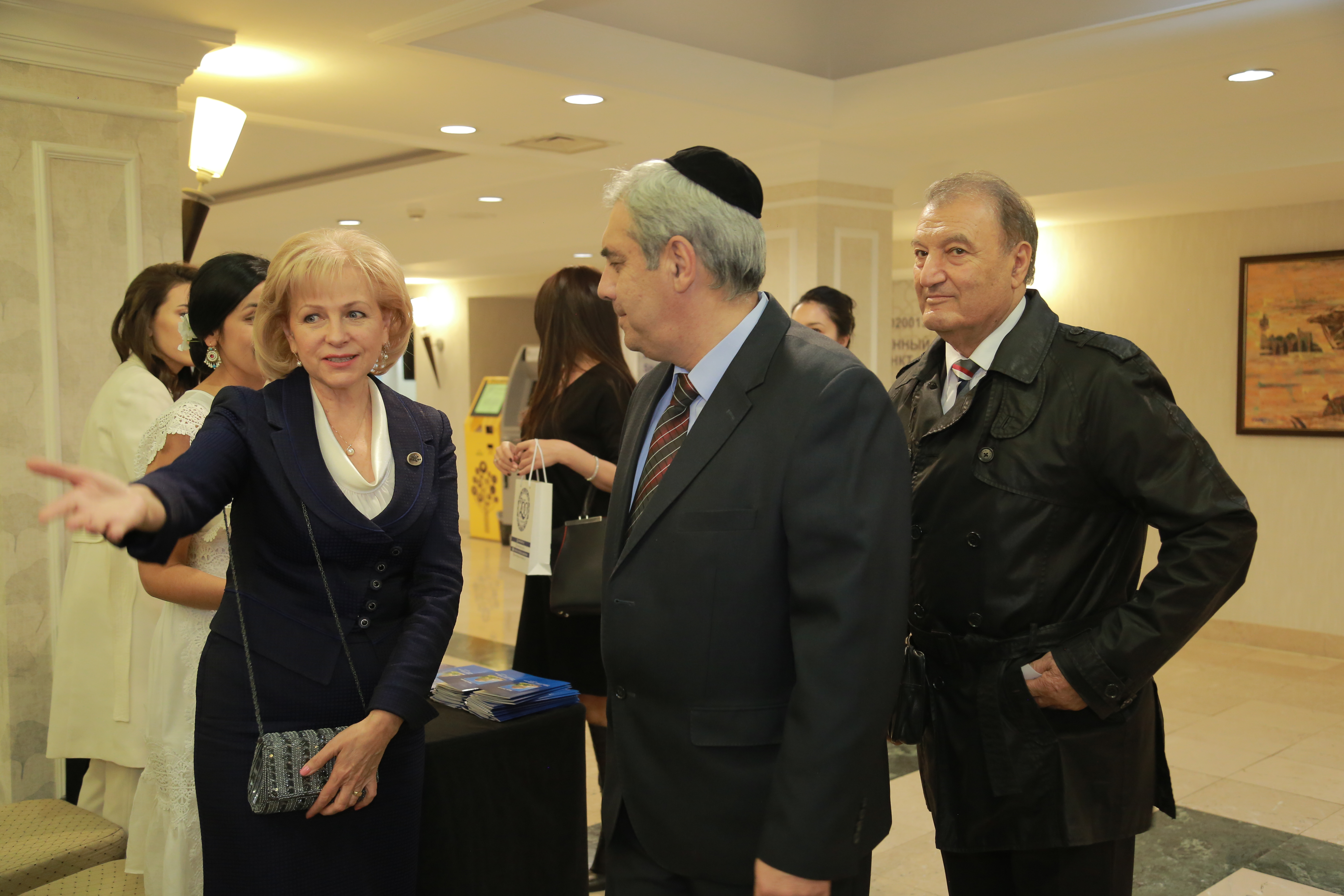
Празднование 200-летия со дня рождения Бахауллы, куда были приглашены представители всех религий основателя Веры Бахаи.

Сильная и сплоченная община открыта для всех, она черпает силу в разнообразии своих членов.
«Не считайте никого чужим, — подчеркивал Абдул-Баха, — относитесь ко всем как к друзьям, ибо любовь и единение невозможны там, где придают большое значение несходству… Ибо всякое существо есть знамение Божье, и лишь по милости Господа и по Его воле каждая душа явилась в мир; и потому нет среди людей чужих, ибо все они члены одной семьи; нет посторонних, но есть только друзья, и должно ко всем относиться как к близким».
Подход бахаи по построению общинной жизни на местах уделяет особое внимание роли детей и молодежи. Бахаи считают, что они являются самым драгоценным сокровищем, которой может обладать община и в целом весь народ. В них заключены обещание и гарантия будущего. Все родители и взрослые несут особую ответственность по отношению ко всем детям. Дети есть знак доверия Бога к людям, их благополучие и нравственное развитие являются общей заботой всех членов общества. Программы, основанные на принципах бахаи для детей, подростков и взрослых сосредоточены на взращивании интеллектуальных, нравственных и духовных способностей. Они повышают их понимание о том, что люди по своей сути рождены благородными. Они развивают в них способность вносить значимый вклад в окружающий их мир. Эти занятия может проводить любой член общества, который стремится взять на себя ответственность за направление и сопровождение других на пути служения обществу. Содержание учебной программы сосредоточено на развитии духовных качеств и на практическом применении их в семейной и общинной жизни.

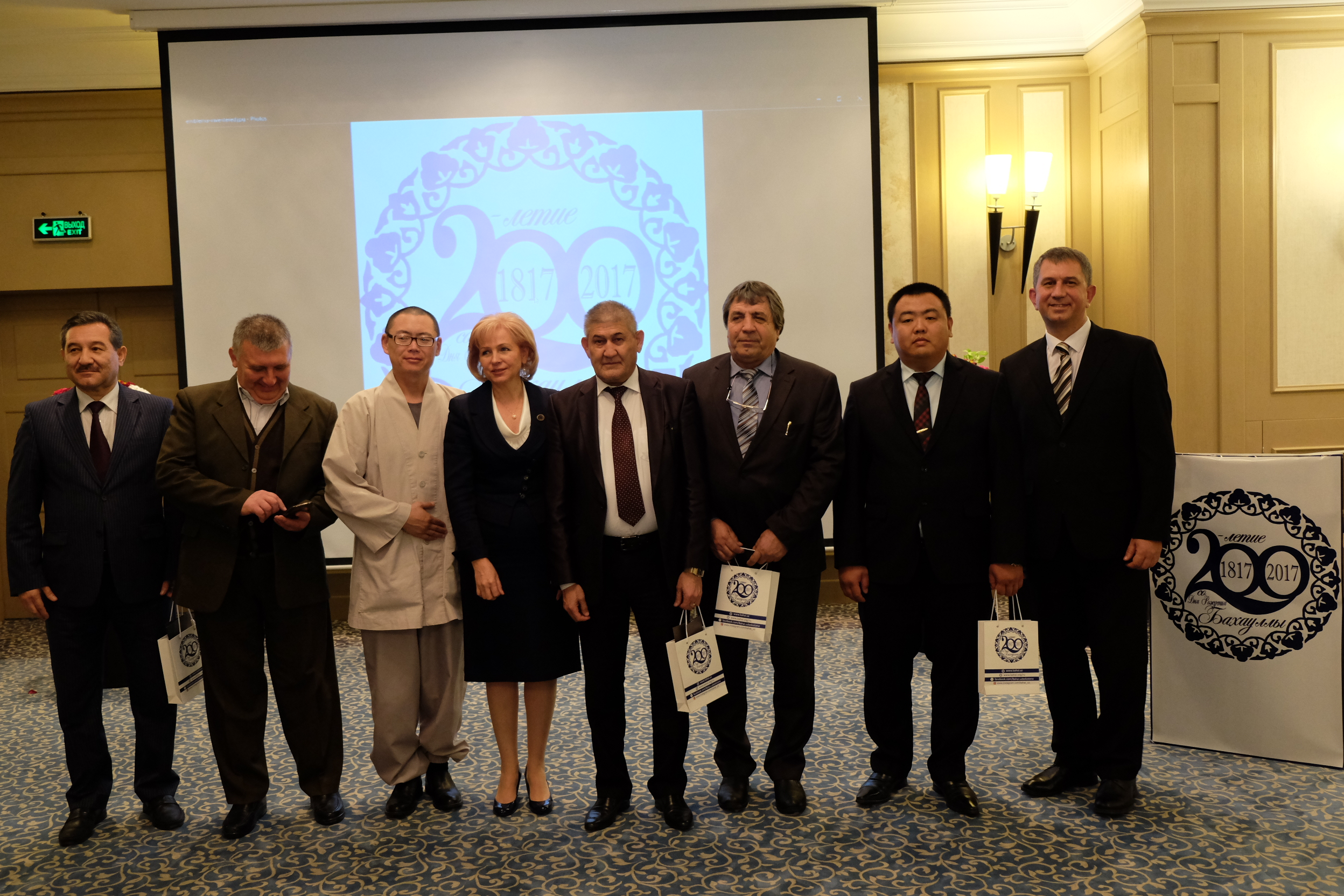
Празднование 200-летия со дня рождения Бахауллы, куда были приглашены представители всех конфессий Узбекистана

Помимо двуединой цели, которая заключается в развитии личности и внесения вклада в процветания общества, коллективная жизнь общины также включает в себя проведение регулярных встреч по размышлению над созидающим Словом, которые укрепляют духовную жизнь общины, и участие в праздниках и Святых днях. Календарь бахаи состоит из 19 месяцев по 19 дней, и каждый месяц начинается со встречи общины, известный как «Праздник 19 дня». На празднике члены общины совместно медитируют и размышляют над изученным материалом, обсуждают общие дела и общаются друг с другом. В течение года празднуются девять основных Святых дней. В эти дни бахаи, по мере возможности, поощряются не работать.
«Сотрудничество и согласие — высшие потребности человечества… Чем крепче узы братства и содружества, тем выше будут творческие способности и достижения во всех сферах деятельности». — Абдул-Баха

### Деятельность общины основывается на знаниях науки и религии
Бахаулла разъясняет, что каждый человек должен быть образованным, написав, что людям необходимо приобретать полезные отрасли знания, чтобы «ученые сами и все человечество могли извлекать из этого пользу».. Поскольку бахаи смогли уделять больше внимания социальному и духовному развитию за последние два-три десятилетия, они считают, что вышеупомянутая «культура научения» «сознательно укоренилась во всем мире бахаи». Бахаи считают, что между истинной наукой и истинной религией нет противоречий, что эти два источника реальности, один материальный, а другой духовный, являются дарами от Бога, которые должны соответствовать друг другу, поскольку «оба основаны на предпосылках и выводы разума, и оба должны выдержать его испытание»..
Поскольку бахаи рассматривают науку и религию как «две взаимодополняющие системы знания и практики, с помощью которых люди приходят к пониманию окружающего мира и посредством которых развивается цивилизация», оба применимы и незаменимы, если кто-то надеется быть в жизнеспособном режиме научения, который «не просто связан с приобретением существующих знаний … [но] также связан с созданием новых знаний на благо человечества»,

Дом Справедливости описывает важность знания для общественного существования:
«Доступ к знанию — право каждого человека, а участие в его создании, применении и распространении — ответственность, которую все должны взять на себя в великом предприятии построения процветающей мировой цивилизации — каждому в соответствии с его талантами и способностями».
Эта точка зрения «имеет глубокое значение» для бахаи, поскольку они стремятся улучшить общественное благо, поскольку «систематическое генерирование, применение и распространение знаний — это не только научная обязанность. Это также религиозный долг». Этот принцип является ключевой причиной, по которой община бахаи стремится быть «научной в своем подходе», предпринимая усилия по построению общин.
Хотя бахаи не претендуют на то, что у них есть готовые ответы на бесчисленные кризисы, от которых сейчас страдает человечество, они все же выражают уверенность в том, что в огромном своде письменных трудах Бахауллы существуют духовные принципы, которые можно использовать для решения всех социальных проблем. Бахаи верят, что духовные принципы «обеспечивают основу и точки отсчета для человеческого поведения и социальной организации на фундаментальном уровне» и, таким образом, одновременно решают несколько аспектов социальных проблем.

Дом Справедливости отмечает: 
«Важнейшее достоинство духовного принципа состоит в том, что он не только представляет перспективу, которая гармонирует с тем, что имманентно присуще человеческой природе, но также вызывает отношение, динамику, волю, стремление, которые облегчают обнаружение и осуществление практических мер» всякий раз, когда лица, ответственные за решение проблем, определяют «используемые принципы» и «руководствуются ими».

### Духовный аспект общинной жизни
Акты поклонения являются неотъемлемой частью религиозной жизни. Через них во все времена укреплялась уникальная связь, соединяющая человечество с Творцом. Бахаи считают, что коллективное поклонение содействует к «процветанию общинной жизни» и подкрепляет «индивида духовно развиваться». Таким образом, в жизни верующего молитва, как форма общения со своим Создателем, имеет фундаментальное значение, формирует его духовный рост, пробуждает высокую восприимчивость интеллекта к глубоким духовным вопросам, вдохновляет на свершение благих дел.
Бахаи молятся индивидуально, в кругу семьи, а также приглашают своих друзей и близких разделить с ними этот аспект жизни в разных случаях жизни, как принято в центрально-азиатской культуре. Такие встречи возвышают дух, укрепляют дружественные узы, объединяют людей различных вероисповеданий, поскольку могут читаться молитвы разных Учений и на различных языках, и свободны от любых проповедей или ритуалов.

Духовный закон предписывает бахаи ежедневно обращаться к Создателю, Аллаху (читать намаз). В Вере Бахаи отсутствует ритуал соборной молитвы. В Писаниях раскрывается новая грань духовного развития. Чтение намаза и священных писаний недостаточно, чтобы развиваться духовно. 
«Молитва и медитация очень важны для углубления духовной жизни, но должны сопровождаться похвальными действиями и достойным примером, так как они являются ощутимыми результатами первого. Оба имеют важное значение».

### Участие в дискурсах общества
С годами община бахаи стала называть одним из аспектов своих усилий по содействию развитию общества — участие в дискурсах общества. Согласно теории дискурса, человеческое сознание значимо формируется тем, о чём люди коллективно думают и говорят. Те, кто «погружен в дискурсы о социальной справедливости и равенстве, заботе и сострадании, гуманизме и космополитизме… скорее всего, будут воспринимать мир именно таким образом, действовать соответствующим образом, а также поддерживать и участвовать в деятельности соответствующих социальных институтов». В процессе участия в дискурсах о более справедливом и сплоченном обществе, бахаи утверждают, что «отношения, мысли и концепции фундаментальных вопросов должны быть изменены по мере возникновения подлинно глобального сообщества и развития своего понимания природы человеческого процветания, а также социальных и материальных условий, необходимых для такого процветания». Учение Бахауллы во многом направлено на то, чтобы изменить социальную реальность к лучшему в нашу эпоху, в том числе путем формирования нового глобального сознания, чтобы люди «перестали думать о себе с точки зрения узкой национальной, этнической, религиозной и кастовой идентичности» и вместо этого воспринимали себя «с точки зрения единой новой глобальной идентичности» — гражданина Земли.
Поскольку бахаи видят такого рода преобразования ключом к фундаментальным изменениям в мышлении, которые должны произойти, они также верят, что обмен озарениями и научениями, почерпнутыми из опыта в этих областях происходящего во всем мире, может способствовать формированию беспристрастного «размышления о культуре инклюзивной принципиальности».
Поэтому они предлагают то, что они считают «новыми подходами к проблемам, представляющим глобальный интерес, путем переосмысления того, как понимаются определённые проблемы, путем выявления предположений и умозрительных моделей, лежащих в основе понимания реальности, и путем использования озарений из областей науки, так и религии»
В своих начинаниях и обязательствах — будь то на местном уровне с семьей, друзьями, соседями и общественными группами; на национальном уровне с различными органами; или на международном уровне с ООН или сообществами НПО — бахаи стремятся всегда применять учение Бахауллы, относящееся к «совещанию — основанному на принципах коллективного обсуждению», призванному рассеять разногласия и привести к принятию инклюзивных единых решений.
Для бахаи цель любого совещательного процесса, в котором участников «поощряют свободно, хотя и вежливо, выражать свое мнение», состоит в том, чтобы способствовать проявлению богатого спектра точек зрения, чтобы создать «моральную и интеллектуальную среду, в которой коллективные цели и образ действий может проявиться и возобладать».
На всех уровнях общества существует целый ряд текущих дискурсов, касающихся различных аспектов благополучия и прогресса человечества: дискурсы на такие темы, как роль образования и воспитания подрастающего поколения, укрепление института семьи, равенство полов, и установления мира — это лишь некоторые из них.
Отдельные члены общины бахаи — будь то благодаря своему участию в жизни местной общины, своим усилиям в общественной деятельности или в ходе учёбы, занятий или профессиональной деятельности — стремятся плодотворно участвовать в таких беседах, обучаясь с другими и от других и предлагая свои личные взгляды, основанные на учениях бахаи, в разворачивающихся дискуссиях.
Между тем, отдел по дискурсам общества при общине Бахаи на национальном уровне разными способами пытается внести свой вклад в продвижение идей, способствующих общественному благосостоянию. Он стремится быть активным участником разных общественных и государственных пространств, часто представляя документы и заявления по таким различным темам, как межконфессиональное сосуществование и диалог, положение женщин, образование и благополучие детей и семьи. На каком бы уровне это ни происходило, цель участия бахаи в дискурсах состоит не в том, чтобы убедить других принять позицию бахаи по тому или иному вопросу. Усилия в этой области деятельности не преследуются как деятельность по связям с общественностью или академическое упражнение. Наоборот, бахаи стремятся занять позицию научения (постоянно учиться) и участвовать в искреннем разговоре. Таким образом, они не предлагают каких-либо конкретных решений проблем, стоящих перед обществом, таких как изменение климата, угнетение женщин, существующие предрассудки и стереотипы, препятствующие объединению людей. Тем не менее, бахаи в самых разных местах стремятся поделиться тем, что они узнают в своих усилиях по применению учения Бахауллы для развития общества, а также учиться у других единомышленников и групп.

### Вклад общины в продвижении дискурса (диалога) о межконфессиональной и межнациональной толерантности
Одним из духовных принципов Учения Бахаи является проявление смирения и позиция ученичества. Бахаи призывают «общаться с последователями всех религий в духе дружбы и любви», оставив позади разногласия и споры. Если люди научаться проявлять смирение, вместо желания настаивать на исключительности своих собственных убеждений, то в этом случае люди начнут учиться друг у друга. Приверженность общины Бахаи межрелигиозному диалогу проистекает из веры в то, что дружеское общение укрепляет единство. Бахаи, взаимодействуя с людьми на разных уровнях, стремятся найти совместно с ними общий путь — путь к совместному созиданию лучшего мира. Бахаи призывают всех содействовать тому, чтобы построить сильное и сплоченное общество, которое будет открыто для всех. Такое общество черпает силу в разнообразии своих жителей.

В начале 20 века преемник и старший сын Бахауллы Абдул-Баха писал :
«Не считайте никого чужими. Относитесь ко всем как к друзьям, ибо любовь и единение невозможны там, где придают большое значение различиям или несходству… Всякое существо есть знамение Бога, и лишь по милости Господа и по Его воле каждая душа явилась в этот мир; а потому нет среди людей чужих, ибо все они члены одной семьи; нет посторонних, но есть только друзья, и мы должны ко всем относиться как к близким».
Для Бахаи Узбекистана участие в межконфессиональной деятельности в последние годы заставило их глубоко задуматься о роли и предназначении религии.
Бахаи предлагают рассматривать религию в широком контексте — считая её феноменом, выходящим за рамки одной веры или конфессии. Одна из целей участия в межрелигиозном диалоге — выработать единые принципы и поделиться опытом их применения. Главная задача — стремиться к более мирному и справедливому обществу. В этом смысле религия может рассматриваться как эволюционирующая система знаний и практик, предлагающая идеи и ценности, которые могут помочь обществу развиваться.
Бахаи считают, что формирование Межконфессиального Совета, где представлены представители всех религиозные конфессии Узбекистана, безусловно, помогает значительному продвижению этого процесса. Бахаи видят важную ценность в том, чтобы продолжать вкладывать время и ресурсы в межрелигиозную деятельность. «Все учатся, шаг за шагом. Все учатся слушать, размышлять и общаться друг с другом таким образом, чтобы выстроить общее понимание происходящего.» В этих условиях бахаи считают, что нужно опираться на то, что общее есть у людей — и этого общего в действительности намного больше.
Бахаи отмечают, что межконфессиональная деятельность принимает самые разные формы. Некоторые сообщества в первую очередь стремятся к взаимной дружбе; другие ориентированы на изменения в обществе. Люди всё больше осознают своё религиозное многообразие и стремятся развивать инклюзивное общество. Бахаи считают, что межрелигиозный диалог играет решающую роль в формировании общего видения будущего страны.
Бахаи Узбекистана, кроме эволюционирующего диалога межконфессиональной деятельности, рассматривают и новые горизонты. Бахаи стремятся исследовать более глубокие процессы изменения общества и сотрудничать с гражданским обществом и неправительственными организациями в области продвижения гендерного равенства, укрепления института семьи, улучшения экологии, нравственного воспитания подрастающего поколения.

### Вклад общины в продвижение дискурса в области образования
Бахаи верят в то, что каждый человек создан благородным, и что предназначение жизни заключается в том, чтобы двигать вперед вечно-развивающуюся цивилизацию. Поэтому каждый наделен потенциалом стать активным, посвященным гражданином своей страны и вносить вклад в благополучие окружающего его общества. Бахаи верят, что этот потенциал может быть раскрыт через изучение и размышление над Святыми Писаниями в купе с накопленным человечеством знаниями, которые в свою очередь должны привести к чистым помыслам, добрым словам, благородным поступкам и пробудить внутреннюю силу стремления к знаниям и гармоничному порядку. Такое размышление в радостной и возвышенной атмосфере проводятся индивидуально, а также в кругу членов семьи и родственников, друзей и близких. Каждый участник такого изучения, погружаясь в смысл Созидающих Слов, свободно делится своими мыслями, соотнося изученное с опытом личной жизни и жизни своего окружения, внимательно слушает высказывания других участников, обогащая свое видение и продвигаясь в своем собственном понимании изучаемого материала. Подобная практика самостоятельного исследования действительности, при отсутствии «знающих» и «несведущих», развивает уверенность у участников в собственных силах понимать глубокие вопросы, брать на себя ответственность за свое будущее, а также развивает способности и духовно-нравственные качества, необходимые для содействия процветанию страны и его народов. Участники направляют высвобожденные таким образом созидательные силы на служение окружающим, объединяясь с ними в усилиях, направленных на содействие улучшению общества.

### Вклад общины в продвижении дискурса о гендерном равенстве
В Узбекистане с 2017-2018гг постепенно поднимается тема гендерного равенства и положение женщин. Община Бахаи не остается безразличным и активно участвует в дискурсе по содействию равенству женщин и мужчин на разных уровнях, что является отражением одного из центральных принципов Веры Бахаи и усилий всемирной общины Бахаи в целом. Община Бахаи стремится внести вклад в дискурс о гендерном равенстве с точки зрения опыта национальной и всемирной общины. Бахаи поддерживают усилия по защите прав и обеспечению благополучия женщин и девочек и сотрудничает с гражданским обществом для создания более эффективных и последовательных механизмов гендерного равенства. Признавая роль, которую все должны играть в создании более справедливого общества, она стремится привлечь внимание гражданского общества к этим дискуссиям.
Бахаи считают, что равенство женщин и мужчин является гранью человеческой реальности, а не просто условие, которое должно быть достигнуто для общего блага. То, что делает людей людьми, — присущие им достоинство и благородство — не является ни мужским, ни женским. Поиск смысла и своего предназначения, место в обществе, способность любить, творить, проявлять настойчивость — все это не имеет отношения к полу. В различных местах по всему миру бахаи стремятся установить модели общественной жизни и создать институциональные структуры, отражающие веру в фундаментальное равенство женщин и мужчин.
Бахаи считают, что человечество живёт в «век упадка», который лишен моральных ценностей и чрезмерно заняты физическим аспектом отношений между полами. Многие СМИ через фильмы, литературу, музыку несут посыл о воображаемом образе мужчин и женщин и их отношении друг к другу, который явно не отражает реальность, но создает определённую культуру, которая может негативно влиять на общественные ценности, отношения, привычки и поведение.
Бахаи задаются вопросом о том, как защитить подрастающее поколение и общество в целом от таких стереотипов как «брутальная мускулинность» и «сексуальная женственность»? Какой «здоровый образ» мужчины и женщины необходимо формировать и продвигать? Бахаи считают, что в обществе гендерное равенство также рассматривается в интеллектуальном аспекте. Какое будет представление о гендерном равенстве, если дополнить его духовным аспектом? Вот лишь некоторые вопросы, где Община бахаи соприкасается с гражданским обществом и стремится сотрудничать и взаимно научаться друг у друга, кто прилагает усилия для достижения общественного порядка, обеспечивающего всеобщее процветание.

### Вклад общины в дискурс об укреплении института семьи и воспитании подрастающего поколения
Особое внимание община бахаи уделяет воспитанию подрастающего поколения. Учение Бахауллы учит, что «каждый человек подобен руднику, полному бесценных драгоценностей, которые с помощью образования могут быть извлечены и использованы на пользу общества».
Бахаи убеждены, что родителей необходимо поощрять предоставлять своим детям три вида образования с самого раннего возраста: физическое, интеллектуальное и духовное, и сохранить между ними баланс. Относительно простые программы для детей, проводимые в семьях, посвящены изучению добродетелей и через это — раскрытию внутреннего потенциала ребёнка и совершенствования его характера. На занятиях дети учатся полагаться на благородные силы, сокрытые в душе, и принимать нравственные решения, не преследуя корыстных интересов.
Когда дети становятся подростками, община бахаи предлагает подростковые программы для родителей и другим членам сообщества, где они учатся помогать своим детям и окружающих их детей пройти критически важный период взросления, когда необходимо обрести уверенность, определить достойную дорогу в жизни, найти ответы на множество вопросов, возникающих в их пытливом уме. Когда подростки объединяются со своими сверстниками в группы, им предлагается изучить эти программы, которые способствуют развитию их способностей, знакомят с целостным подходом к изучению наук, а также помогают им обрести видение себя как активных граждан общества, а не его пассивных потребителей. В группах подростки учатся строить дружбу, совершают добрые дела, занимаются искусством, ремеслами и спортом.